# Емельно
Емельно (пол. Jemielno) — сельская гмина (волость) в Польше, входит как административная единица в Гурувский повет, Нижнесилезское воеводство. Население 3094 человек (на 2004 год).

## Демография
| Перепись                       | Всего   | Всего | Женщины | Женщины | Мужчины | Мужчины |
| ------------------------------ | ------- | ----- | ------- | ------- | ------- | ------- |
| Единицы                        | человек | %     | человек | %       | человек | %       |
| Население                      | 3099    | 100   | 1587    | 51,2    | 1512    | 48,8    |
| Плотность населения (чел./км²) | 25      | 25    | 12,8    | 12,8    | 12,2    | 12,2    |

## Сельские округа
1. Белишув
2. Цеханув
3. Цешины
4. Хоронгвице
5. Дашув
6. Ижондзе
7. Емельно
8. Кетлюв
9. Любошице
10. Любошице-Мале
11. Любув
12. Ленчица
13. Ословице
14. Пётровице-Мале
15. Пискоже
16. Псары
17. Смольне
18. Слешув
19. Ущонув
20. Здзеславице

## Поселения
1. Борки
2. Хобеня
3. Челядзь-Мала
4. Маювка
5. Рувна
6. Становице
7. Завишув

## Соседние гмины
1. Гмина Гура
2. Гмина Нехлюв
3. Гмина Рудна
4. Гмина Вонсош
5. Гмина Виньско